# James T. Hynes
James Thomas Hynes (* 1943)  ist ein US-amerikanischer Chemiker (Theoretische Chemie, Quantenchemie). Er ist Hochschullehrer an der University of Colorado, Boulder.
Hynes wurde 1969 an der Princeton University bei John M. Deutch mit der Arbeit Quantum corrections to classical time correlation functions promoviert und war als Post-Doktorand am Massachusetts Institute of Technology.
Er befasst sich mit theoretischer Chemie, insbesondere der Dynamik chemischer Reaktionen, dem Einfluss den Lösungen (besonders Wasser) dabei spielen, Reaktionen an Oberflächen (besonders auf Eis und Aerosolen mit Anwendungen in der Atmosphärenchemie und Aminosäuresynthese auf Eisoberflächen in der Astrochemie) und in Biomolekülen. Unter anderem untersucht er säurebasierte Proton-Transfer-Reaktionen in Lösung, Protonentransferreaktionen in der Photochemie, Enzymkatalyse und die Bildung von Peptidbindungen. Für Solarenergie-Anwendungen untersucht er auch den Mechanismus der Wasserspaltung und ihrer Katalyse und Reduktion von Kohlendioxid. Außerdem untersuchen sie die Übertragung von Schwingungsenergie bei chemischen Reaktionen insbesondere in der Laserchemie. In der Biochemie untersucht er die Wechselwirkung von Krebs-Chemotherapeutika mit der DNA und der Rolle der DNA-Dynamik.
1980 bis 1999 gehörte er zu den ISI Highly Cited Researchers.
1975 wurde er Stipendiat der Alfred P. Sloan Foundation (Sloan Research Fellowship). 2004 erhielt er den Joseph O. Hirschfelder Prize. Er ist Mitglied der National Academy of Sciences (2011) und der American Academy of Arts and Sciences (2008). Er ist seit 2013 Fellow der American Chemical Society (ACS) und erhielt 2005 den ACS Hildebrand Award in the Theoretical and Experimental Chemistry of Liquids.
1985 war er Research Fellow in Oxford und er ist auch mit der École normale supérieure in Paris verbunden.

## Schriften
- als Herausgeber: Hydrogen-transfer reactions, 4 Bände, Wiley/VCH 2007
- Herausgeber mit Monique Martin: Femtochemistry and femtobiology : ultrafast events in molecular science, Elsevier 2004
- mit R.Bianco, P. J. Hay: Theoretical Study of O-O Single Bond Formation in the Oxidation of Water by the Ruthenium Blue Dimer, J. Phys. Chem. A, 115, 8003 (2011).
- mit J.Malhado, R. Spezia: Dynamical Friction Effects on the Photoisomerization of a Model Protonated Schiff Base in Solution, J. Phys. Chem. A, 115, 3720 (2011).
- mit I. Tunon: A Simple Model for Barrier Frequencies for Enzymatic Reactions, ChemPhysChem,  12, 184 (2011).
- mit D. Laage, G. Stirnemann, F. Sterpone, R. Rey: Reorientation and Allied Dynamics in Water and Aqueous Solutions, Annu. Rev. Phys. Chem., 62, 395 (2011).
- mit S. Wang, R. Bianco:Dissociation of Nitric Acid at an Aqueous Surface: Large Amplitude Motions in the Contact Ion Pair to Solvent-Separated Ion Pair Conversion, PhysChemChemPhys, 12, 8241 (2010).
- mit F. Sterpone, G. Stirnemann, D.Laage: Water Hydrogen Bond Dynamics around Amino Acids: the Key Role of Hydrophilic Hydrogen-Bond Acceptor Groups, J. Phys. Chem B.114,  2083 (2010).
- mit S.Wang, R. Bianco: Depth-Dependent Dissociation of Nitric Acid at an Aqueous Surface: Car-Parrinello Dynamics, J. Phys. Chem. A, 113, 1295 (2009).
- mit R. Rey, F. Ingrosso, T. Elsaesser: Pathways for H2O Bend Vibrational Relaxation in Liquid Water, J. Phys. Chem. A, 113, 8949 (2009).
- mit D.M. Koch, C. Toubin, G. H. Peslherbe: Theoretical Study of the Formation of the AminoAcetonitrile Precursor of Glycine on Icy Grain Mantles in the Interstellar Medium, J. Phys. Chem. C, 112, 12972 (2008).
- mit A. Mukherjee, R. Lavery, B. Bagchi: On the Molecular Mechanism of Drug Intercalation into DNA : A Simulation Study of the Intercalation Pathway, Free Energy and DNA Structural Changes, J. Amer. Chem. Soc., 130, 9747 (2008).